# Ekshärad
Ekshärad (dialekt: Ekshär) är en tätort intill Klarälven i Hagfors kommun och kyrkbyn i Ekshärads socken. Ortens namn var till 1980 Kyrkheden, och kallas ännu vanligen Kjôrkhea på dialekt.

## Befolkningsutveckling

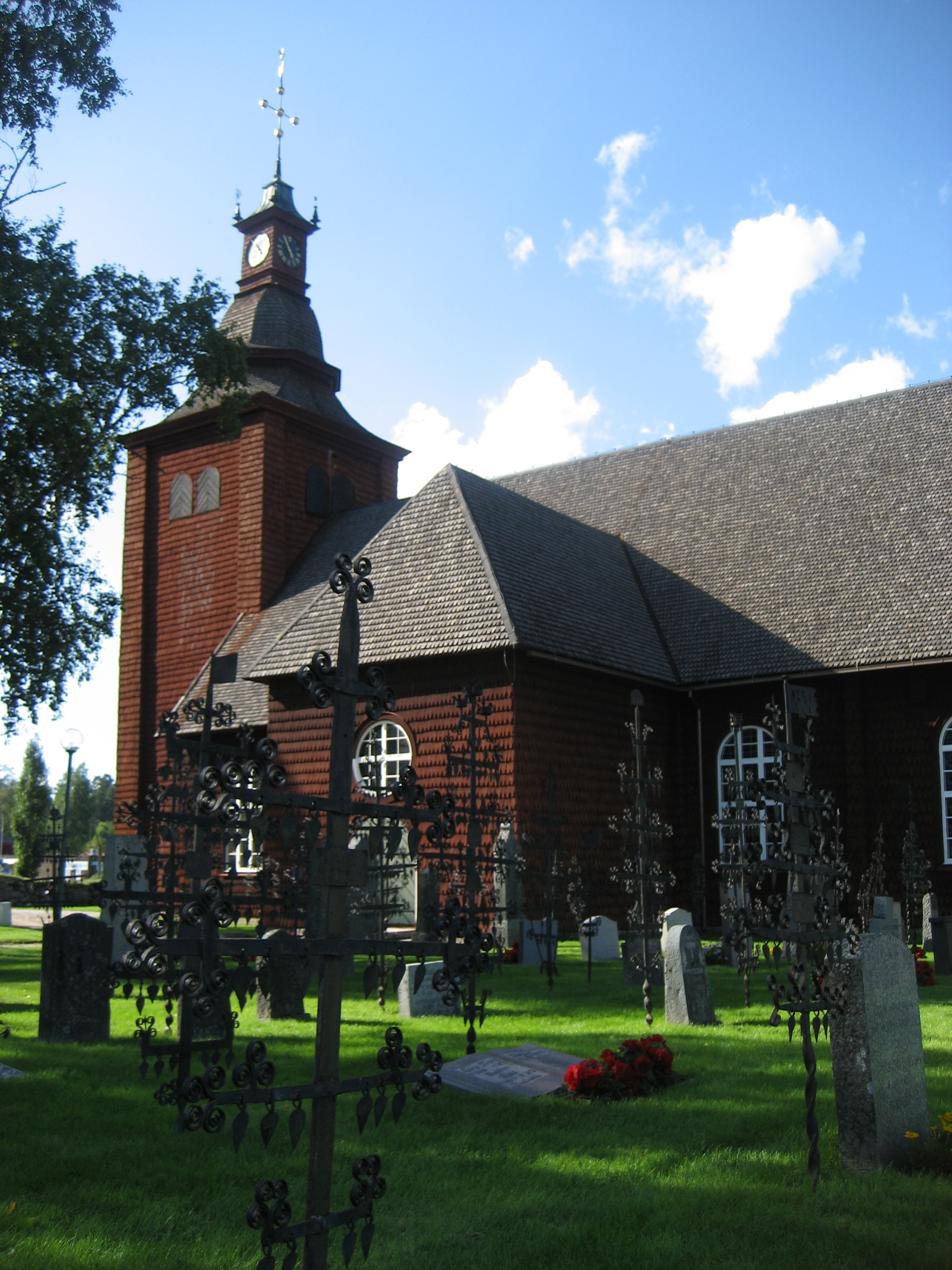
Ekshärad kyrka

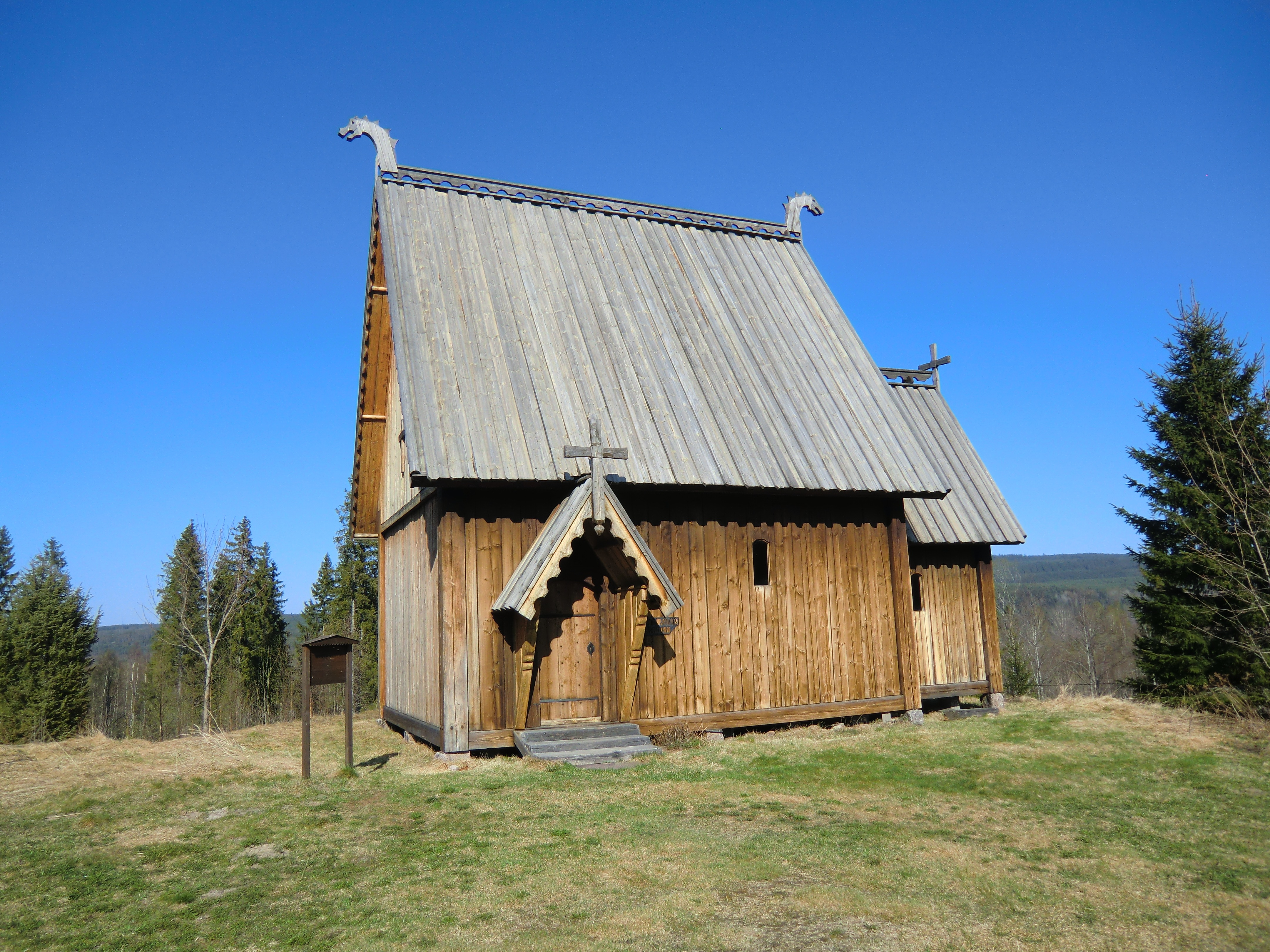
Ekshärads stavkyrka som invigdes 2002 till minne av medeltidens pilgrimsled till Nidaros.

| Befolkningsutvecklingen i Ekshärad 1960–2020         | Befolkningsutvecklingen i Ekshärad 1960–2020 | Befolkningsutvecklingen i Ekshärad 1960–2020 | Befolkningsutvecklingen i Ekshärad 1960–2020 | Befolkningsutvecklingen i Ekshärad 1960–2020 |
| ---------------------------------------------------- | -------------------------------------------- | -------------------------------------------- | -------------------------------------------- | -------------------------------------------- |
|                                                      |                                              |                                              |                                              |                                              |
| År                                                   |                                              |                                              | Folkmängd                                    | Areal (ha)                                   |
| 1960                                                 | 1960                                         |                                              | 690                                          |                                              |
| 1965                                                 | 1965                                         |                                              | 876                                          |                                              |
| 1970                                                 | 1970                                         |                                              | 1 000                                        |                                              |
| 1975                                                 | 1975                                         |                                              | 1 198                                        |                                              |
| 1980                                                 | 1980                                         |                                              | 1 235                                        |                                              |
| 1990                                                 | 1990                                         |                                              | 1 223                                        | 170                                          |
| 1995                                                 | 1995                                         |                                              | 1 218                                        | 171                                          |
| 2000                                                 | 2000                                         |                                              | 1 127                                        | 175                                          |
| 2005                                                 | 2005                                         |                                              | 1 122                                        | 175                                          |
| 2010                                                 | 2010                                         |                                              | 1 074                                        | 174                                          |
| 2015                                                 | 2015                                         |                                              | 1 020                                        | 158                                          |
| 2020                                                 | 2020                                         |                                              | 949                                          | 160                                          |
| Anm.: Namnändring 1980 från Kyrkheden till Ekshärad. |                                              |                                              |                                              |                                              |

## Sevärdheter
Ekshärad är speciellt känt för träkyrkan Ekshärads kyrka från 1686–1688 och kyrkogården med dess järnkors. Ekshäradsgården byggd i början av 1820-talet i Norra Skoga, under 1950-talet flyttad till och 1954 återinvigd på Skansen i Stockholm.
Ekshärads Hembygdsgård är en särpräglad sevärdhet. Den är en av Värmlands äldsta då den invigdes år 1928, men hade en förening bildad redan år 1923. Petterstugan, vilket är Ekshäradsgårdens systerhus, kom att bli hembygdsgårdens första hus. Idag finns ett dussin byggnader i föreningens ägo, däribland Tinglöfsmuseet, Adinas Café, mindre säterstugor samt Hamra Vadmalsstamp. Föreningen har en omfattande klädutställning och unikt rum med väggmålningar i ett av sina hus.
En stavkyrka och kringliggande byggnader, byggd på traditionellt vis, finns att beskåda ett stycke söder om Ekshärad intill Nygård, Ekshärads gamla lanthushållsskola. Kyrkan är en symboliskt rekreationsbygge inspirerat av den svunna "digerdödskyrkan" som skall ha varit en rastplats för pilgrimer under Medeltiden.

## Kulturhistoria
Ekshärad som geografiskt område har haft bebyggelse så tidigt som för över 9000 år sedan. Byns nuvarande namns ursprung är oklart. Fernow påstod att namnet Hökeshara över tid kan ha formats till namnet Ekshärad, medan andra menar att det har med fornnordiskans Eikir som gett Ekshärad sitt namn.  
Den tidigaste kända historien berättar om Ekesbergets (då kallat både Hökesberget och Yxberget) första invånare, vilket var en samling jägare bosatta på bergets västra sida i mytomspunna Gutedalen. Deras herre ska enligt flera nedteckningar hetat Höök (även kallad Hök, Höke eller Hööke). Höök berättas ha levat under samma tid som sagokungen Olof Trätälja, och sägs ska ha varit en av kungens stormän.
Ett gravröse (ättegrav) på Ekesbergets skall ha öppnats år 1675 där man hittat "storvuxet benrangel med en stålbåge över sitt bröst". Detta fynd antas vara kvarlevorna efter stormannen Höök enligt muntlig tradition, men det finns inget som helt kan säkerställa detta antagande.
Hööks minne lär ha levt kvar efter hans död då den första riktiga bebyggelsen kom kallas Hökeshara. Byn ska ha varit en viktig genomfart för pilgrimer under Medeltiden som vandrade längs pilgrimsleden upp till Nidaros, Trondheim.
Hökeshara, sägs ska ha dött ut helt under Digerdöden. Enligt en vandringslegend berättas det dock hur byn kom att återfinnas. Enligt legenden hände det då en bågskytt som "skjutit bom på en tjäder, gick för att hämta pilen. Denna hade fallit på en mossbeluppen klippa, tyckte han. Det visade sig vara en gammal kyrka, som efter digerdöden blivit bortglömd och kringvuxen av timmerskog." - Carl Grimberg Detta ska alltså ha varit digerdödskyrkan, den första kyrkan i Ekshärad, som sägs ska ha legat i Hökeshara, nutida Hara norr om Ekshärad.
Klarälvens skifte av vattenflöde under 1500-talet kom att kräva att byns andra kyrka, kallad medeltidskyrkan, successivt övergavs, och att mycket av byn fick flytta längre västerut och högre upp i dalen, där den ligger idag. Ekshärads nuvarande kyrka, vilket är en vacker korskyrka, byggdes där i slutet av 1600-talet. Utöver sina särpräglade järnkors och andra klenoder har kyrkan många berättelser förknippade till sig, varav den kändaste helt klart är den om Mäster Tinglöf och tornuret.
Tinglöf ska enligt dåtida kyrkoprotokoll ha arbetat vid kyrkan och fått uppdrag, vid 21 års ålder, att tillverka dess tornur. Tinglöf var nämligen erkänd smed, urmakare och sägs, enligt muntlig tradition, haft en pakt med Satan, vilket gav honom hans tusenkonstnärlighet. Kyrkan och Mästern kom på kant med varandra då det gällde betalningen för arbetet med tornuret. Mäster Tinglöf ska ha då till slut fallit till föga, svarat dåvarande kyrkorådet och Prosten Piscator "Ja, klockan skall gå utan vank och brist, men när jag dör skall hon stånda." Det var inte förrän nästan 200 år senare som tornuret lyckades sättas igång igen. Urverket finns idag att se på Ekshärads Hembygdsgård i huset kallat "Tinglöfsmuseet", där den monterades upp år 1998.

## Samhälle
Ekshärads sparbank grundades 1919 men uppgick redan 1931 i Karlstads sparbank. Sparbanken blev senare en del av Swedbank.
Värmlands enskilda bank etablerade ett kontor i Ekshärad år 1906. Senare etablerade Värmlands folkbank ett kontor i Ekshärad. Denna bank övertogs av Enskilda banken i Vänersborg, som senare uppgick i Svenska Handelsbanken. Båda kontoren lades ner senare under 1900-talet.
År 2007 lade Swedbank ner sitt kontor och Ekshärad stod utan bankkontor.
Mellan 1982 och 2002 arrangerades årligen löptävlingen Klarälvsstafetten i Ekshärad. Elitklubbarna Malmö AI, IF Göta, Rånäs 4H och Hälle IF var återkommande deltagare. Som mest hade stafetten 93 deltagande lag 1984.

## Personligheter från Ekshärad
- Carl Johan Bergman, skidskytt
- Per Bergquist, gitarrist i rock- och metalbandet Smash Into Pieces
- David Ekholm, skidskytt
- Lennart Hall, professor i musik
- Bertil Jonasson, centerpartistisk riksdagsledamot
- Lars Löfgren, chef för bland annat TV-teatern och Kungliga Dramatiska Teatern
- Gunnar Olsson, professor i kulturgeografi vid Uppsala universitet
- Axel Sjöberg, konstsmed, uppfinnare och tandatlet
- Daniel Wirtberg, filmregissör, tvåfaldig grammisvinnare för musikvideor med Timbuktu och Jenny Wilson
- Sofie Skoog, friidrottare som tävlar i höjdhopp.